# Halálos iramban 8.
Halálos iramban 8. (eredeti cím: The Fate of the Furious – nemzetközileg ismert mint: Fast & Furious 8) 2017-ben bemutatott amerikai akciófilm, melyet F. Gary Gray rendezett és Chris Morgan írt. Ez a nyolcadik része a Halálos iramban filmsorozatnak. A főszereplők Vin Diesel, Dwayne Johnson, Michelle Rodriguez, Tyrese Gibson, Ludacris, Kurt Russell, Jason Statham és Charlize Theron. Ez a sorozat második filmje, amely a Halálos iramban: Tokiói hajsza eseményei után játszódik.
Az Amerikai Egyesült Államokban 2017. április 14-én mutatták be, míg Magyarországon egy nappal hamarabb szinkronizálva, április 13-án az UIP Duna forgalmazásában.
A film többnyire pozitív értékeléseket kapott a kritikusoktól, valamint vegyes fogadtatásban részesült. A Metacritic oldalán a film értékelése 56% a 100-ból, ami 44 véleményen alapul. A Rotten Tomatoeson a Halálos iramban 8. 64%-os minősítést kapott, 175 értékelés alapján. A film premierje 2017. április 4-én volt Berlinben, majd az Egyesült Államokban április 14-én 3D, IMAX 3D és 4DX-ben. A film az első héten több mint 533 millió dolláros bevételt gyűjtött világszerte, aminek eredményeképpen a negyedik legnagyobb bevételt hozó film lett 2017-ben. A nyitóhétvégén pontosan 533,4 millió dollárt kreált országszerte, amely minden idők egyik legtöbb bevételt hozó filmje lett, meghaladva a Csillagok háborúja VII: Az ébredő Erő című filmet. A filmnek elkészül a folytatása is, azaz a Halálos iramban 9., ami tervek szerint 2019. április 19-én lesz bemutatva. A forgatás 2016 márciusában kezdődött különböző helyen; Mývatn, Havanna, Atlanta, Cleveland és New York.
A történet szerint Dominic Toretto és családja élete egy új útra tér, miután Brian O'Conner (Paul Walker) eltávozott Miával és közös fiúkkal, Jack-el egy nyugodalmasabb világ felé. Hiába a sokadik utolsó meló, de még mindig van hol rendet rakni, és ezúttal New York, Oroszország, Izland és Kuba útjait kell róniuk, ahol még veszélyesebb hajszolást és száguldást kell véghez vinniük. Dom és Letty a nászútjukat tervezik, és a felmentett csapat többi tagja a normális életet próbálják elérni, de amikor egy Cipher nevezetű rejtélyes nő felbukkan, hogy elcsábítja Domot – a befolyásolása alá kerül és kénytelen lesz a hozzá legközelebb állókat is elárulni, hátat fordítani nekik és eltakarítani az útjába akadókat; ekkor veszi kezdetét a nő és Dom ellen a nagy hajsza.

## Történet
|  | Alább a cselekmény részletei következnek! |

Dominic „Dom” Toretto (Vin Diesel) és Letty Ortiz (Michelle Rodriguez) éppen a nászútjukat töltik együtt Havannában, ám Dom hamarosan megtudja, hogy az unokaöccsét, Fernando-t zsarolja az egyik helyi utcai versenyző, Raldo, hogy lerója a tartozását; mivel nem tud fizetni, ezért az autóját akarja elvinni. Dom ekkor megragadja az alkalmat és versenyez Raldoval – autó az autóért. Miután Dom szűken, de megnyeri a versenyt, nem fogadja el a kocsit, ezzel az ellenfele tiszteletét is elnyeri. A következő napon Dom találkozik a megfoghatatlan kiberterroristával, Cipherrel (Charlize Theron), aki egy rejtélyes videófelvétel megmutatásával rákényszeríti a férfit arra, hogy neki dolgozzon.
Nem Sokkal Dom és csapatának találkozása után, akiket a Diplomáciai Biztonsági Szolgálat (DSS) ügynöke, Luke Hobbs (Dwayne Johnson) hívott össze, többek között; Lettyt, Roman Pearcet (Tyrese Gibson), Tej Parkert (Ludacris), és Megan Ramseyt (Nathalie Emmanuel) annak érdekében, hogy segítsenek neki elkötni egy EMP-eszközt Berlin közelében egy katonai bázis területéről. A sikeres művelet végén Dom és Hobbs különválnak a csapattól, majd hirtelen Dom lelöki Hobbst az útról, az autó felborul és a készüléket Dom magával viszi. Hobbs-t letartóztatják és bezárják ugyanabba a magas biztonságú börtönbe, ahová korábban Deckard Shaw-t (Jason Statham) is bejuttatta. Egy provokált börtönlázadást követően Shawnak és Hobbsnak sikerül kijutni a falakon kívülre, majd a hírszerző Mr. Senki (Kurt Russell) és új társa, Eric Reisner (Scott Eastwood) megkéri őket, hogy segítsenek a csapatnak megtalálni és elfogni Domot, valamint Ciphert.
Deckard feltárja a csapatnak, hogy korábban már találkozott Cipherrel, aki megkérte arra, hogy lopjon el neki egy "éjsötétítő" eszközt, hogy aztán megszerezhessék az Isten Szemét, Ramsey programjából, de mivel ő ezt elutasította, a testvérét, Owent vonta bele a tervbe. A csapat együttes erővel megpróbálja nyomon követi Domot és Ciphert a jelenlegi tartózkodási helyükig, de a duó váratlanul  rajtuk üt, és ellopják az Isten Szemét. A repülőn Dom megpróbálja megtagadni Cipher parancsát, ám kiderül, hogy Dom ex-szeretőjét és a DSS ügynökét, Elena Nevest (Elsa Pataky), valamint közös kisfiukat (akinek a létezéséről Dom semmit sem tudott) túszként tarja fogva egy elszigetelt szobában, az életükkel zsarolva Domot. Elena elmondja Domnak, hogy a baba nem tervezett terhesség következtében született, és elárulta volna neki, miután Lettyvel visszajöttek nászútjukról, valamint azt akarja, hogy döntsön a gyermek utónevéről, miután ő már megadta neki a Marcos középső nevet.
Ezt követően Cipher elküldi Domot New Yorkba, hogy megszerezze az orosz védelmi minisztertől a nála lévő atomkoffert. Domnak sikerül egy rövid kis időre a nő szeme elől tévednie a Raldo által összehozott elterelési hadműveletnek köszönhetően, így kihasználhatja az alkalmat, hogy Deckard és Owen édesanyjának, Magdalene Shawnak (Helen Mirren) a segítségét kérje. A csapatnak hamarosan sikerül bekerítenie Domot, miután ellopta a táskát, de Domnak sikerül kiszabadulnia, majd menekülés közben egy mellékutcában lelövi Deckardot. Cipher megkönnyíti Dom menekülését a város autonóm autóinak aktiválásával: átprogramozza őket, hogy hatalmas pusztítást okozzon a város egyes területein. Lettynek sikerül megközelíteni Domot, de Cipher jobb keze, Connor Rhodes (Kristofer Hivju) észreveszi és majdnem megöli a lányt, mielőtt Dom megmentené őt. Megtorlásként Cipher megöleti Elenát Rhodes-szal, Dom szeme láttára.
Ezután Domot Oroszországba küldik, hogy ott használják a korábban lopott EMP-eszközt az egyik tengeralattjáró-bázis megbénítására (ami pillanatnyilag lázadók kezén van), ezzel kaput nyitva Ciphernek, hogy átvegye az irányítást és használhassa a nukleáris rakéta indítására alkalmas tengeralattjárót. Az ügynökség garázsából származó járművekkel ellátott csapat ismét felbukkan, és megtámadják az orosz bázist. Közben Deckard, aki előre megtervezve megjátszotta a halálát, beszivárog Cipher repülőjére, hogy megmentse Dom fiát az öccsével, Owennal (Luke Evans), az anyjuk, Magdalene parancsára. Amint Deckard beszámol arról, hogy a baba biztonságban van, Dom hátat fordít a nőnek és megöli Rhodest, bosszút állva Elena haláláért, mielőtt újra csatlakozik a csapathoz. A dühös Cipher elindít egy infravörös hőkövető rakétát Dom irányába, ekkor ő elszakad a csapattól és manőverezve visszavezeti a rakétát egyenesen a tengeralattjáróra, ami felrobban. A csapat a védtelen Dom körül gyorsan kialakít egy járművekből álló blokkot, mellyel megmentik őt a bekövetkező tűzfelhőtől. Amikor Deckard elér a repülő elejéhez, szembe kerül Cipherrel, de ő az ejtőernyőjével elszökik.
Mr. Senki és Kis Senki meglátogatja Domot és a csapatot New Yorkban, ahol elmondják, hogy Cipher menekülésben van. Hobbs-nak felajánlják ismét a DSS munkáját, de ő visszautasítja, mert több időt szeretne együtt tölteni a lányával. Deckard ekkor megérkezik a babával és odanyújtja Domnak. Dom úgy dönt, hogy a fiának a Brian nevet adja, barátja és sógora Brian O'Conner (Paul Walker) után.
|  | Itt a vége a cselekmény részletezésének! |

## Szereplők
| Színész | Magyar hang         |
| --- | ------------------- |
| Vin Diesel, mint Dominic Toretto: Korábbi bűnöző, valamint profi utcai versenyző, aki visszavonult és letelepedett a feleségével, Lettyvel.                    | Galambos Péter      |
| Dwayne Johnson, mint Luke Hobbs: DSS ügynök, aki korábban Dom csapatával szövetkezett, mostanra a csapatukban van.                                             | Schneider Zoltán    |
| Jason Statham, mint Deckard Shaw: A különleges erők bérgyilkosa, akit Hobbs bebörtönözött. Felkérik, hogy segítsen a csapatnak elkapni Domot és Ciphert.       | Epres Attila        |
| Tyrese Gibson, mint Roman Pearce: Dom csapatának tagja. | Kálid Artúr         |
| Chris "Ludacris" Bridges, mint Tej Parker: Szintén Dom csapatának tagja, valamint Roman jó barátja.                                                            | Nagypál Gábor       |
| Michelle Rodriguez, mint Letty Ortiz Toretto: Dom felesége és profi utcai versenyző.                                                                           | Solecki Janka       |
| Kurt Russell, mint Frank Petty / Mr. Senki: A titkos OPS katonacsapat vezetője, aki segít a csapatnak elkapni Domot és Chipert.                                | Sörös Sándor        |
| Scott Eastwood, mint Eric Reisner / Kis Senki: Bűnüldözési ügynök, aki Pettynek dolgozik.                                                                      | Fehér Tibor         |
| Charlize Theron, mint Cipher: Egy titokzatos bűnöző, aki zsarolja Domot. Sikerül neki a saját csapata ellen fordítania a férfit.                               | Szávai Viktória     |
| Elsa Pataky, mint Elena Neves: Dom gyerekének édesanyja, egykori riói rendőr, aki az Egyesült Államokba költözött, hogy Hobbs új társa legyen az ügynökségnél. | Nagy-Németh Borbála |
| Nathalie Emmanuel, mint Megan Ramsey: Egy brit számítógépes hacktivista, valamint Dom csapatának új tagja.                                                     | Törőcsik Franciska  |
| Kristofer Hivju, mint Connor Rhodes: Chiper végrehajtója és jobb keze.                                                                                         | Sarádi Zsolt        |
| Luke Evans, mint Owen Shaw: Deckard Shaw öccse, és Magdalene fia.                                                                                              | Stohl András        |
| Helen Mirren, mint Magdalene Shaw: Deckard és Owen Shaw anyja.                                                                                                 | Bánsági Ildikó      |
| Tego Calderón (Cameoszerep), mint Tego Leo: Dom csapatának egykori tagja, még a Dominikai Köztársaságból és Rio de Janeiróból.                                 | Eredeti nyelven     |
| Don Omar (Cameoszerep), mint Rico Santos: Szintén Dom csapatának egykori tagja.                                                                                | Eredeti nyelven     |